# Риверли (Охајо)
Риверли (енгл. Riverlea) град је у америчкој савезној држави Охајо.

## Демографија
По попису из 2010. године број становника је 545, што је 46 (9,2%) становника више него 2000. године.
| Група             | 2000.       | 2010.       |
| Белци             | 472 (94,6%) | 526 (96,5%) |
| Афроамериканци    | 0 (0,0%)    | 2 (0,4%)    |
| Азијати           | 9 (1,8%)    | 8 (1,5%)    |
| Хиспаноамериканци | 7 (1,4%)    | 3 (0,6%)    |
| Укупно            | 499         | 545         |